# Luca Basile
Luca Basile González (* 15. Juli 2002 in Madrid) ist ein kanadisch-spanischer Eishockeyspieler, der seit 2023 in der Superliga beim Majadahonda HC spielt. Sein Vater Luciano ist seit 2010 Cheftrainer der spanischen Eishockeynationalmannschaft.

## Karriere
Luca Basile, dessen Mutter Spanierin ist, während sein Vater aus Kanada stammt, begann seine Karriere als Eishockeyspieler in der Nachwuchsabteilung des Majadahonda HC. Als 15-Jähriger wechselte er in nach Frankreich zum Gap Hockey Club, bei dem er ebenfalls in den Juniorenteams spielte. Nachdem er von 2020 bis 2022 in Italien gespielt hatte, wo er beim HC Falcons Brixen erste Erfahrungen im Erwachsenenbereich sammeln konnte, kehrte er nach Frankreich zurück. Dort spielte er für die Diables Rouges de Briançon in der Ligue Magnus. Seit 2023 spielt er wieder in Majadahonda, wo er in der Superliga auf dem Eis steht.

### International
Für Spanien nahm Basile im Juniorenbereich an der U18-Weltmeisterschaft der Division II 2019 und der U20-Weltmeisterschaft der Division II 2022 teil.
Sein Debüt in der Herrennationalmannschaft gab er bei der Weltmeisterschaft der Division II 2023, als er mit den Iberern erstmals seit dem Abstieg 2011 wieder in die Division I aufstieg.

## Erfolge und Auszeichnungen
- 2023 Aufstieg in die Division I, Gruppe B, bei der Weltmeisterschaft der Division II, Gruppe A